# Didier Gutiérrez
Didier Gutiérrez Román (Orotina; 7 de julio de 1940-8 de agosto de 2018) fue un futbolista costarricense que jugó de portero. Tiene el récord de ser el jugador más longevo en jugar un partido en la Primera División de Costa Rica.

## Trayectoria
Debutó en la Primera División de Costa Rica el 25 de abril de 1964, en el que su equipo Municipal Puntarenas perdió 0-1 ante el Uruguay de Coronado. En 1973 jugó en el CD Municipal Limeño de la Primera División de El Salvador, regresando a su país al año siguiente para jugar con el Deportivo México y nuevamente Municipal Puntarenas.
Fichó por el Real España de la Liga Nacional de Honduras, saliendo campeón de la campaña 1980-81 y la Copa Fraternidad 1981. Volvió a fichar con el Deportivo México, ahora llamado Municipal San José y en 1983 se convirtió en el jugador más veterano en jugar en la Primera División de su país.
De ahí, pasó a jugar en clubes de Segunda y Tercera División siendo la Guanacasteca, Municipal Liberia, Rosalilia, Incop y San Miguel. Se retiró en 1987 y sumó un total de 376 partidos en la Primera División costarricense.

## Selección nacional
Debutó con la selección de Costa Rica el 21 de febrero de 1965, en victoria de 4-0 ante Trinidad y Tobago en la primera ronda de la eliminatoria de la Copa Mundial de Inglaterra 1966.
Jugó 12 veces con su selección, jugando después varios torneos como el Campeonato de Naciones de la Concacaf de Guatemala 1965 y Trinidad y Tobago 1971, la eliminatoria para la Copa Mundial de México 1970 y el Preolímpico de Concacaf de 1980.

### Participaciones en Campeonatos Concacaf
| Copa                                          | Sede              | Resultado     | Part. |
| --------------------------------------------- | ----------------- | ------------- | ----- |
| Campeonato de Naciones de la Concacaf de 1965 | Guatemala         | Tercer puesto | 0     |
| Campeonato de Naciones de la Concacaf de 1971 | Trinidad y Tobago | Tercer puesto | 4     |

## Clubes
| Club                 | País        | Año       |
| -------------------- | ----------- | --------- |
| Municipal Puntarenas | Costa Rica  | 1964-1973 |
| Municipal Limeño     | El Salvador | 1973-1974 |
| Deportivo México     | Costa Rica  | 1974-1976 |
| Municipal Puntarenas | Costa Rica  | 1976-1980 |
| Real España          | Honduras    | 1980-1982 |
| Municipal San José   | Costa Rica  | 1982-1983 |
| Guanacasteca         | Costa Rica  | 1983-1984 |
| Municipal Liberia    | Costa Rica  | 1984-1985 |
| Rosalilia            | Costa Rica  | 1985-1986 |
| Incop                | Costa Rica  | 1986-1987 |
| San Miguel           | Costa Rica  | 1987      |

## Palmarés

### Títulos nacionales
| Título        | Equipo      | País     | Año     |
| ------------- | ----------- | -------- | ------- |
| Liga Nacional | Real España | Honduras | 1980-81 |

### Títulos internacionales
| Título                           | Equipo (*)  | País     | Año  |
| -------------------------------- | ----------- | -------- | ---- |
| Preolímpico de Concacaf          | Costa Rica  | Varias   | 1980 |
| Copa Fraternidad Centroamericana | Real España | Honduras | 1981 |

(*) Incluyendo la selección.